# Staatsgreep van 30 prairial VII

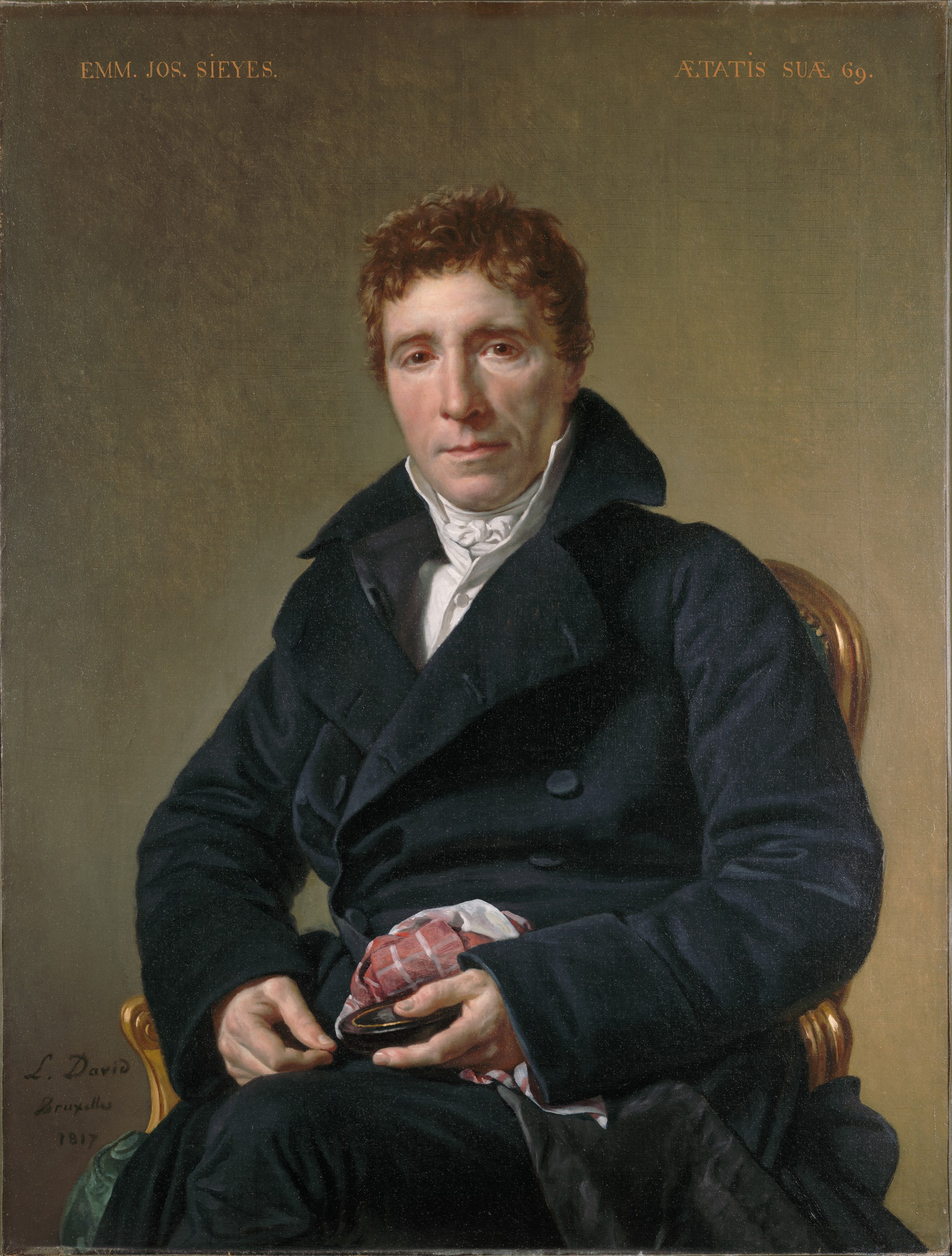
Emmanuel Joseph Sieyès was de leidende figuur van deze staatsgreep (David, 1817)

De staatsgreep van 30 prairial VII (Coup d'État du 30 prairial an VII), ook bekend als de Wraak van de Raden (revanche des Conseils), was een bloedeloze staatsgreep in Frankrijk die gebeurde op 18 juni 1799 (30 prairial jaar VII volgens de Franse republikeinse kalender). Door de coup werd Emmanuel Joseph Sieyès de dominante figuur van het Directoire. Het was een voorafschaduwing van de staatsgreep van 18 Brumaire die Napoleon Bonaparte aan de macht zou brengen.

## Voorgeschiedenis
De Raad van Vijfhonderd, het lagerhuis in de periode van het Directoire, was ontevreden geworden over de houding van de directeuren tegenover de oorlog, en vooral over het terugroepen van generaal Jean-Étienne Championnet (1762-1800), een voormalig jakobijn.
De Raad van Ouden en de Raad van Vijfhonderd, de twee wetgevende raden onder het Directoire, stemden een wet die de verkiezing van directeur Jean-Baptiste Treilhard illegaal maakte. Hij werd op 29 prairial (17 juni) vervangen door Louis-Jérôme Gohier, voormalig jakobijns afgevaardigde en minister van Justitie tijdens de Nationale Conventie.

## Staatsgreep
Maar de Raden waren niet tevreden met één afzetting. Directeur Emmanuel Joseph Sieyès kon zich, tot op een zeker niveau, vinden in de stemming van de Raden, waarbij zijn collega's werden afgezet. Hij kreeg de steun van jakobijnse generaals om zijn doel te bereiken. In de Raad van Vijfhonderd vroeg afgevaardigde Antoine, comte Boulay de la Meurthe, algemeen gezien als een gematigde, het ontslag of de afzetting van directeurs La Révellière-Lépeaux en Merlin de Douai. Hij werd hierin gesteund door zijn eigen Raad, en vervolgens ook door de Raad der Ouden en door de directeurs Paul Barras en Sieyès.
Toen Révellière-Lépeaux en Merlin de Douai zich verzetten, mobiliseerde generaal Barthélemy Catherine Joubert, het nieuwe hoofd van de 17e militaire divisie, enkele soldaten in Parijs. Tegen de avond namen Révellière-Lépeaux en Merlin ontslag.
Alhoewel niets in deze reeks gebeurtenissen een schending was van de Franse Grondwet van 1795, wordt het algemeen beschouwd als een staatsgreep.